# L'Alcúdia de Cocentaina

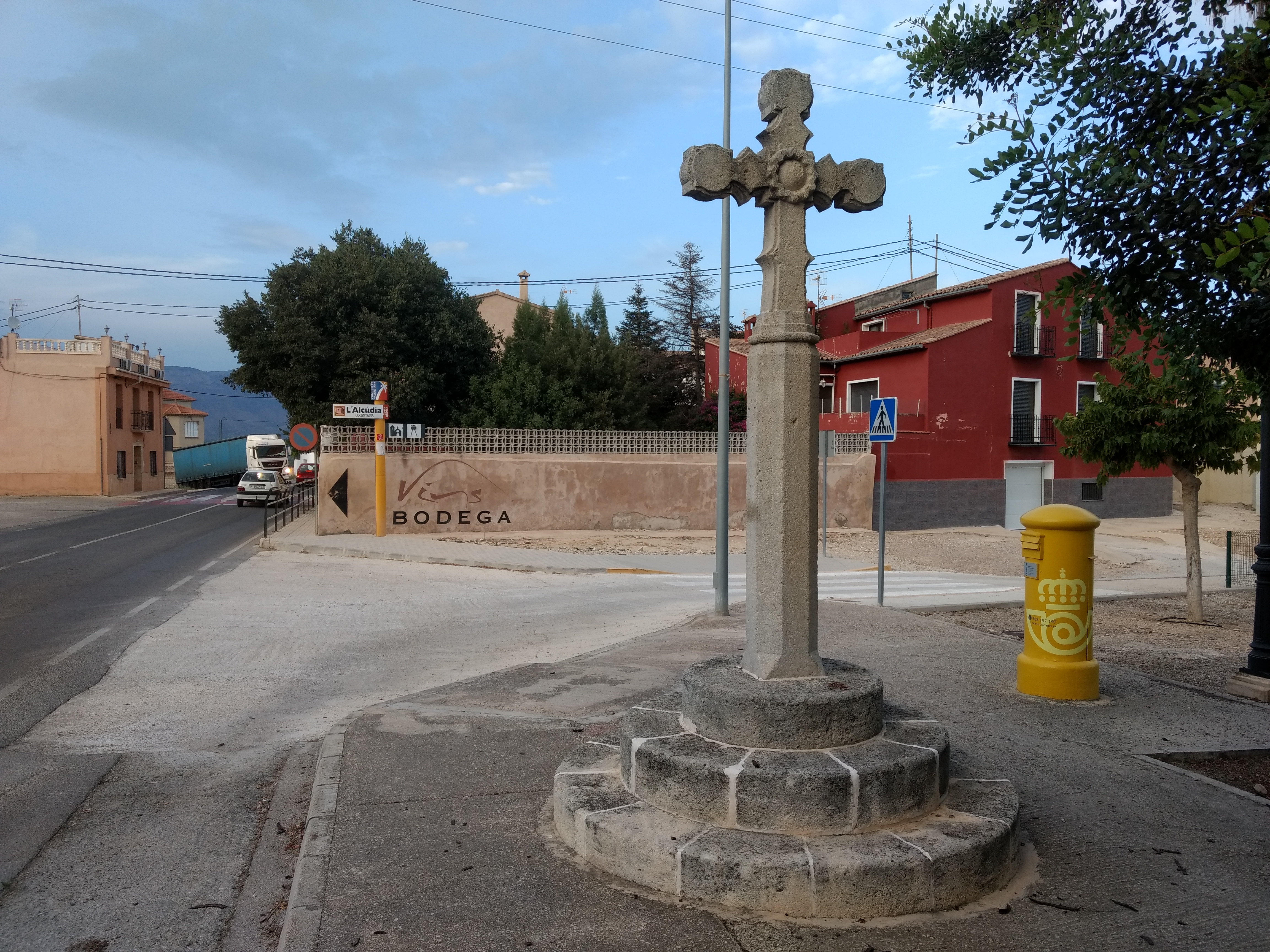
Imatge de l'Alcudieta.

L'Alcúdia de Cocentaina (també coneguda com L'Alcudieta o L'Alcúdia del Comtat) és una pedania de Cocentaina, El Comtat. Està situada entre la localitat de Cocentaina i l'Alqueria d'Asnar. Al seu terme municipal s'hi produeix vi.

## Història
Al Llibre del Repartiment s'indica que l'Alcúdia fou lliurada en 1249 a Ponç Guillem de Vilafranca, membre d'una família que assoliria una gran importància en la zona durant tot el segle xiii, la qual fou poblada amb deu companys de Vilafranca de Conflent. En el mateix llibre s'indica que Ponç Guillem de Vilafranca va rebre de la mà del rei Jaume I 5 jovades i una casa, la qual cosa era superior a d'altres lliuraments efectuats pel rei.
Al segon volum del Llibre del Repartiment, assentament 987, s'hi pot trobar:
```
Poncius Guillelmi: alqueriam de Alcudia, que est in termino Consoltanie, quod posit populares G. de Torrilles, R. del Canet, P. de Angertrina,
R. Arnaldi, R. Moraton, Ferrarius de Argilers, Iohanni de Oltra, P. Marchi, Bernardo Guillelmi de Villafrancha et P. Cagardia. Domos et
unicuique V iovatas terre in Alchudia, alcheria de Consoltania.
```